# شیانگی لی
شیانگی لی (انگلیسی: Xiangyi Li؛ زادهٔ ۱ ژانویهٔ ۱۹۳۸) دانشمند اهل چین و مدیر فعلی و بنیانگذار موزه علم و فناوری چین در پکن و از دریافت‌کنندگان جایزه کالینگا است.

## زندگی
لی به دلیل سهم خود در محبوبیت علمی، جایزه کالینگا یونسکو در سال ۲۰۱۳ را دریافت کرد. وی در دوران تصدی خود مسئولیت ارتقاء آموزش علوم در بین مردم مناطق روستایی و کارگران کارخانه‌ها و معادن را بر عهده داشت.